# Another Day (film)
Another Day è un film per la televisione del 2001 diretto da Jeffrey Reiner e Eric Norlen e prodotto da Shannen Doherty, che ha girato il film insieme all'attore Julian McMahon.

## Trama
Kate scopre di essere incinta proprio mentre stava per realizzare il suo grande sogno, studiare medicina, lo dice a Paul, il suo fidanzato. Dopo un litigio perché Kate non vuole tenere il bambino, Paul muore in un incendio. Nasce una bambina, Meghan, e Kate va a vivere con la figlia di fianco alla casa di David, il suo migliore amico, che è sempre stato innamorato di lei. In seguito ad un incidente in barca, Kate si risveglia su una spiaggia e scopre che mancano due giorni alla morte di Paul.